# RhB řada Ge 4/4 I
Lokomotivy řady Ge 4/4I (přezdívané Bobo 1) jsou čtyřnápravové elektrické lokomotivy, vyrobené ve spolupráci firem SLM (Schweizerische Lokomotiv- und Maschinenfabrik), BBC (Brown, Boveri & Cie.) a MFO (Maschinenfabrik Oerlikon) ve dvou sériích v letech 1947 a 1953 pro společnost Rhétské dráhy (RhB) v kantonu Graubünden ve východní části Švýcarska. Celkem bylo vyrobeno 10 kusů, které jsou v provozu označeny čísly 601–610. Lokomotivy jsou koncipovány jako univerzální, tedy pro dopravu osobních i nákladních vlaků.

## Vznik a dodávky

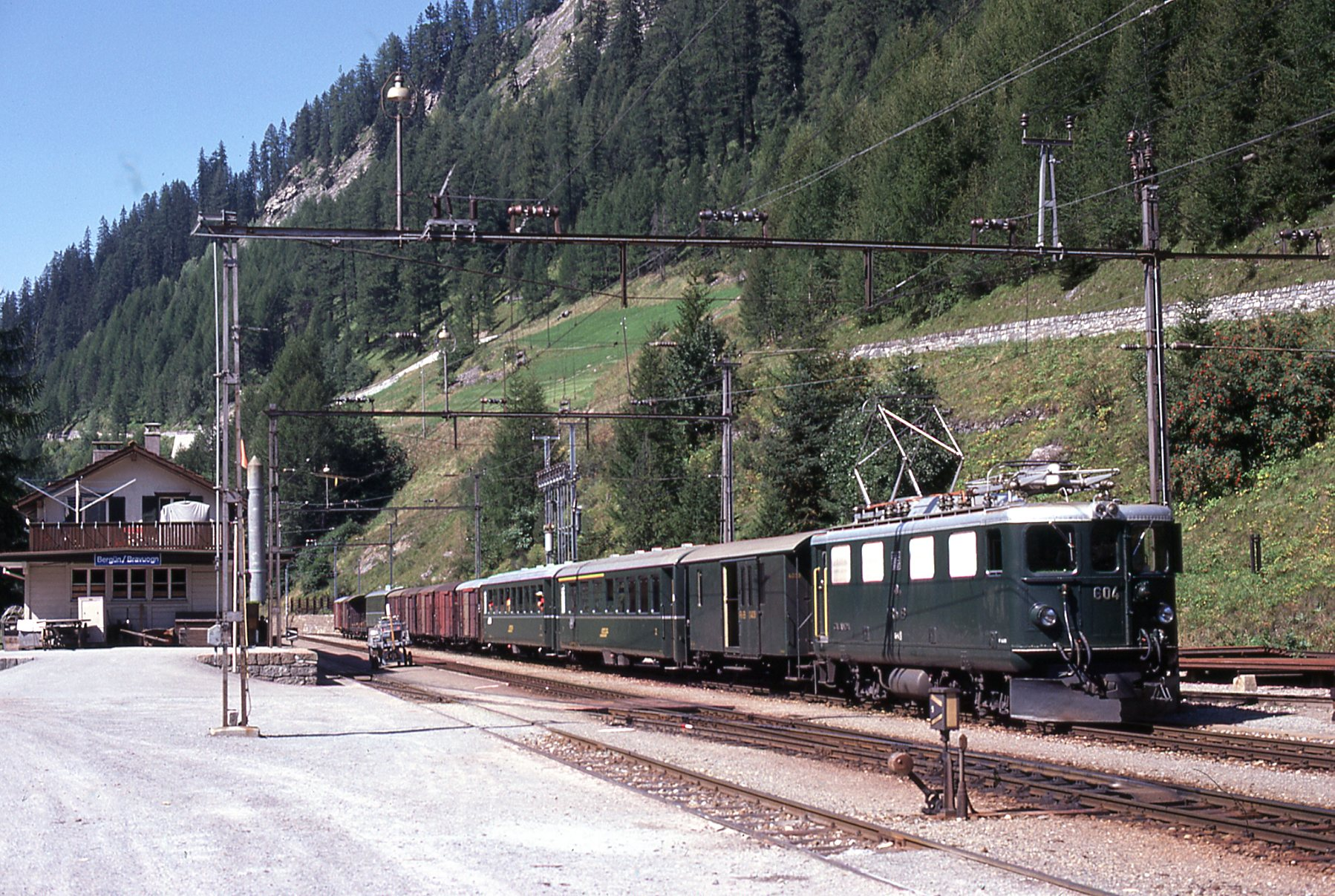
Lokomotiva 604 v původním provedení i nátěru ve stanici Bergün

Během 2. světové války bylo potřeba doplnit a rozšířit lokomotivní park Rhétské dráhy, který se skládal převážně ze starších lokomotiv předválečných konstrukcí. Nákladní dopravu zajišťovala zejména řada Ge 6/6I (tzv. „krokodýl“), avšak nedostávalo se moderních lokomotiv pro rychlou osobní dopravu. V roce 1944 tak RhB objednala u konsorcia SLM / BBC / MFO čtyři lokomotivy nové řady Ge 4/4I. Šlo o vůbec první traťové elektrické lokomotivy u RhB bez spojnicového pohonu dvojkolí. 
Lokomotivy byly dodány během července a srpna 1947 pod inventárními čísly 601–604 a nasazeny do osobní dopravy. Vzhledem ke spokojenosti provozovatele bylo doobjednáno dalších 6 kusů (605–610), které byly dodány v první polovině roku 1953. Jako první v historii Rhétské dráhy byly všechny lokomotivy pojmenovány, a to podle hor a pohoří, nacházejících se v okolí tratí RhB. Výjimku tvoří stroje 607 a 610, pojmenované podle údolí.

## Technický popis
Lokomotiva je skříňového uspořádání, se dvěma stanovišti strojvedoucího na obou koncích rámu. Pojezd je tradičně členěn do dvou dvounápravových podvozků (s rozvorem 2 500 mm, uspořádání Bo´ Bo´). Mechanická část je dílem strojíren SLM ve Winterthuru a MFO v Curychu-Oerlikonu. Celkem čtyři trakční elektromotory (pro každé dvojkolí jeden, označení 8 SW 570) vyrobila firma BBC, která je také výrobcem celé elektrické části lokomotivy. Regulace výkonu je provedena jako odbočková. Odběr proudu z trakčního vedení zajišťují dva pantografy, umístěné na střeše lokomotivní skříně. Původně byly klasického uspořádání, po rekonstrukci v roce 1997 byly nahrazeny modernějšími polopantografy. Po modernizaci (viz níže) lokomotivy umožňují provoz ve dvojčlenném řízení i s řídicími vozy.
Z výroby byly všechny lokomotivy opatřeny tmavě zeleným nátěrem. Od druhé poloviny 80. let docházelo k jejich postupnému přetírání do nového korporátního schématu RhB s dominantní červenou barvou na lokomotivní skříni, tmavě šedým rámem a světle šedou střechou. V tomto barevném provedení jezdí zbývající lokomotivy do současnosti.

## Provoz

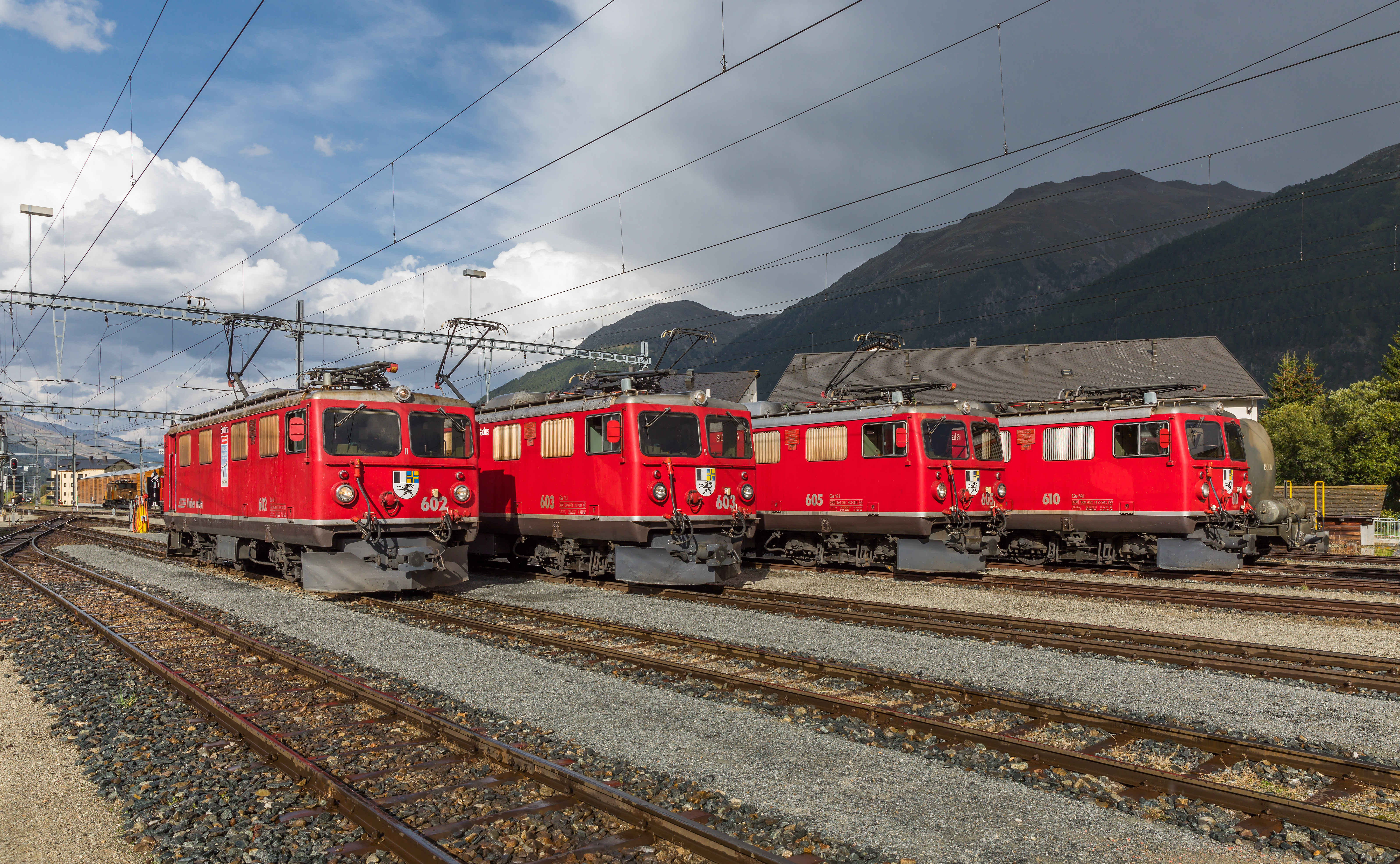
Setkání všech čtyř zbývajících lokomotiv (602, 603, 605, 610) v Samedanu

V počátcích provozu byly lokomotivy určeny především na prestižní vlaky Glacier Express a Bernina Express, které dopravovaly mezi Churem a Disentisem, respektive Svatým Mořicem / Pontresinou / Davosem. Kromě nich vozily i běžné osobní vlaky na tratích Chur – Disentis a Landquart – Davos. Na těchto vlacích se objevovaly až do 70. let; dodávka sedmi nových šestinápravových lokomotiv řady Ge 6/6II v letech 1958 a 1965 jejich pozici příliš nezměnila, jelikož tyto byly určeny pro nákladní dopravu. V roce 1973 ale byly dodány nástupnické lokomotivy řady Ge 4/4II, které je z pozic v osobní dopravě vytlačily. Vzhledem k všeobecnému nedostatku lokomotiv a nižšímu výkonu však zůstaly Ge 4/4I nasazovány primárně na osobních vlacích na trati Albula do Sv. Mořice, resp. Disentisu. 
Mezi lety 1986–1991 prošly všechny lokomotivy modernizacemi. Ty spočívaly zejména v úpravách kabin strojvedoucího (zrušení prostředních přechodových dveří a úprava na dvě čelní okna namísto tří), dosazení dvojčlenného řízení a kabeláže pro možnost provozu ve vratných soupravách s řídicími vozy. Mírně narostla služební hmotnost lokomotivy (z 47 na 48 tun) a maximální rychlost (z 75 na 80 km/h).
I přes provedené modernizace však po více než 40 letech provozu lokomotivy řady Ge 4/4I přestaly na čím dál těžší osobní vlaky jak výkonově, tak rychlostně stačit, RhB se proto rozhodla roku 1989 objednat zcela nové lokomotivy. Řada Ge 4/4III byla objednána a určena právě jako jejich přímá náhrada na trati Albula. První lokomotiva byla předána v závěru roku 1993 a od konce roku následujícího již bylo v provozu všech 9 objednaných kusů. Další tři doobjednané stroje (kvůli provozu v novém tunelu Vereina) byly zařazeny do služby v roce 1999. Nové lokomotivy nabídly dvojnásobný výkon (2 400 kW vs. 1 180 kW), maximální rychlost 100 km/h a výkonnou brzdovou soustavu; dosluhující Ge 4/4I tak brzy nahradily. Ty přešly do zálohy, či jako stroje pro dopravu objednaných vlaků. V zimním období slouží také jako pohon sněžných fréz.
Koncem roku 2010 začala Rhétská dráha stroje této řady definitivně odstavovat. Důvodem byla jejich nadbytečnost ve spojitosti s dodávkami nových elektrických jednotek Allegra (řada ABe 8/12) a vysoký věk. 6 z 10 vyrobených lokomotiv tak bylo v krátkém časovém odstupu vyřazeno a sešrotováno. Lokomotiva 602 byla na jaře 2012 dlouhodobě zapůjčena do expozice dopravního muzea v Lucernu. Zbylé tři (čísel 603, 605 a 610) zůstaly v provozuschopném stavu jako záložní.
Narůstající potřeba lokomotiv vedla k předčasnému ukončení zápůjčky stroje 602, který se tak na konci roku 2015 vrátil z Lucernu zpět do depa Landquart. Zde proběhlo jeho opětovné zprovoznění a od léta 2016 opět slouží na tratích RhB.

## Současnost
V současnosti (2021) slouží zbývající lokomotivy řady Ge 4/4I zejména jako stroje pro mimořádné a výletní vlaky, případně jako provozní záloha. Zvláštním nasazením je doprava pracovních vlaků na staveniště nového Albulatunnelu u obce Preda, budovaného od roku 2015. Zde lokomotivy slouží pro dopravu stavebního materiálu a strojů, odvoz suti apod. Po dokončení stavby tunelu by měly být zachovány pouze lokomotivy čísel 602 a 605 jako muzejní; lokomotiva 603 bude předána muzeu Bahnpark v německém Augsburgu.

## Přehled lokomotiv řady Ge 4/4I
| Inventární číslo | Jméno     | Datum převzetí | Stav |
| ---------------- | --------- | -------------- | --- |
| 601              | Albula    | 08.07.1947     | sešrotována v listopadu 2010 |
| 602              | Bernina   | 21.07.1947     | od března 2012 do listopadu 2015 zapůjčena dopravnímu muzeu v Lucernu; 16. listopadu 2015 vrácena RhB a od 13. července 2016 opět v provozu |
| 603              | Badus     | 13.08.1947     | provozní, po vyřazení bude předána Bahnparku v Augsburgu                                                                                    |
| 604              | Calanda   | 23.08.1947     | sešrotována v březnu 2011 |
| 605              | Silvretta | 12.03.1953     | provozní |
| 606              | Kesch     | 15.06.1953     | sešrotována v dubnu 2011 |
| 607              | Surselva  | 24.04.1953     | sešrotována v březnu 2011 |
| 608              | Madrisa   | 15.06.1953     | sešrotována v březnu 2011 |
| 609              | Linard    | 13.05.1953     | sešrotována v květnu 2011 |
| 610              | Viamala   | 03.07.1953     | provozní |